# Urgence : 27 artistes pour la recherche contre le sida
 (juillet 2020).
Si vous disposez d'ouvrages ou d'articles de référence ou si vous connaissez des sites web de qualité traitant du thème abordé ici, merci de compléter l'article en donnant les références utiles à sa vérifiabilité et en les liant à la section « Notes et références ».

Urgence : 27 artistes pour la recherche contre le sida est un album à vocation caritative, initié par Étienne Daho, regroupant divers artistes sorti en mai 1992. Il est sorti aux formats double CD et double cassette audio.
La totalité des bénéfices réalisés est reversée à l'Institut Pasteur.

## Les titres
L'interprète de la chanson apparaît entre parenthèses.

### CD 1
| No  | Titre                                                             | Auteur                                                 | Durée |
| --- | ----------------------------------------------------------------- | ------------------------------------------------------ | ----- |
| 1.  | Maladie d'amour (Alain Chamfort)                                  | Léona Soime - Henri Salvador, Marc Lanjean             | 3:41  |
| 2.  | Les Mots bleus (Alain Bashung)                                    | Jean-Michel Jarre - Christophe                         | 5:07  |
| 3.  | L'Absence (Jean-Jacques Goldman)                                  | Jean-Jacques Goldman - Jean-Pierre Goussot             | 3:08  |
| 4.  | Soledad (Mano Negra)                                              | Manu Chao - Mano Negra                                 | 1:32  |
| 5.  | Can't Help Falling in Love With You (Stephan Eicher)              | Hugo Peretti - Georges Weiss                           | 3:22  |
| 6.  | Dommage que tu sois mort (Étienne Daho)                           | Brigitte Fontaine - Olivier Bloch-Lainé                | 2:08  |
| 7.  | Frenchy Bébé Blues (Michel Jonasz)                                | Alain Souchon                                          | 2:48  |
| 8.  | Je ne peux plus dire je t'aime (Patrick Bruel et Jacques Higelin) | Jacques Higelin                                        | 4:41  |
| 9.  | Quand j'aime une fois j'aime pour toujours (Francis Cabrel)       | Richard Desjardins                                     | 4:17  |
| 10. | Les Goémons (Jane Birkin)                                         | Serge Gainsbourg                                       | 2:33  |
| 11. | Histoire vécue (Julien Clerc)                                     | Jean-Claude Vannier                                    | 3:38  |
| 12. | Tu dois tenir ma main (Jean-Louis Aubert)                         | Jean-Louis Aubert, Lory - Jean-Louis Aubert, Montabord | 4:51  |
| 13. | Tes yeux noirs (Indochine)                                        | Nicola Sirkis - Dominique Nicolas                      | 4:05  |
| 14. | Les Mots (Jil Caplan)                                             | Jay Alanski                                            | 2:04  |

### CD 2
| No  | Titre                                                        | Auteur                                          | Durée |
| --- | ------------------------------------------------------------ | ----------------------------------------------- | ----- |
| 1.  | La Vie en rose (Patricia Kaas)                               | Édith Piaf - Louiguy                            | 3:18  |
| 2.  | Loving You (Johnny Hallyday)                                 | Jerry Leiber - Mike Stoller                     | 1:49  |
| 3.  | Dernier Sourire (Mylène Farmer)                              | Mylène Farmer - Laurent Boutonnat               | 4:01  |
| 4.  | Toute seule à une table (Renaud)                             | Renaud Séchan - Jean-Louis Roques               | 4:08  |
| 5.  | Le bateau mouche (Alain Souchon)                             | David Mc Neil                                   | 3:26  |
| 6.  | Vienne (William Sheller)                                     | Barbara - Barbara, Izzanelli                    | 4:24  |
| 7.  | Pascal le Keupon et l'amour (Les Garçons Bouchers - Pigalle) | François Hadji-Lazaro                           | 3:39  |
| 8.  | Juste le temps de vivre (Marc Lavoine)                       | Marc Lavoine - Fabrice Aboulker                 | 3:33  |
| 9.  | Si ça fait mal (Françoise Hardy)                             | Françoise Hardy - Alain Lubrano                 | 4:13  |
| 10. | Partis avant d'avoir tout dit (Pierre Bachelet)              | Jean-Pierre Lang - Pierre Bachelet              | 3:18  |
| 11. | Be My Boy (Liane Foly)                                       | Liane Foly - Philippe Viennet - André Manoukian | 3:38  |
| 12. | Un aviateur dans l'ascenseur (Jacques Higelin)               | Jacques Higelin                                 | 6:15  |
| 13. | Aimer (Sylvie Vartan)                                        | Jean-Loup Dabadie - Eddie Vartan                | 3:02  |